# فادي زغموت
فادي زغموت (مواليد 1978)، هو كاتب، وروائي أردني، ومدون مهتم بحقوق الإنسان، وناشط في مجال الحريات الفردية، وخبير في مجال الإعلام الاجتماعي من مواليد عمان. اشتهر بروايته الأولى عروس عمان (2012)، والتي ترجمتها إلى الإنجليزية روث كيمب. حصل على شهادة الماجيستير في الكتابة الإبداعية والفكر النقدي من جامعة ساسكس في المملكة المتحدة. بدأ الكتابة على مدونته في عام 2006. صدرت له خمس روايات: عروس عمان، جنة على الأرض، ليلى والحمل، إبرة وكشتبان وأمل على الأرض. ترجمت أعماله إلى الإنجليزية والفرنسية والإيطالية.

## كتب
| الاسم         |                                                     | عدد الصفحات | ردمك ISBN            | المصدر | ملاحظات                                 |
| ------------- | --------------------------------------------------- | ----------- | -------------------- | ------ | --------------------------------------- |
| عروس عمّان     | جبل عمان ناشرون (2012)                              | 362         | (ردمك 9789957539108) | [ 5 ]  | تُرجمت إلى اللغة الإيطالية في يناير 2022 |
| جنّة على الأرض | دار الآداب (2015)                                   | 216         | (ردمك 9789953894683) | [ 6 ]  |                                         |
| ليلى والحمل   | الكتب خان (2018)، دار الأهلية للنشر والتوزيع (2022) | 189         | (ردمك 9789778030525) | [ 7 ]  |                                         |
| إبرة وكشتبان  | دار الأهلية (2020)                                  | 149         | (ردمك 9781785821783) | [ 8 ]  | صدرت مسموعة في أغسطس 2022               |
| أمل على الأرض | دار الأهلية للنشر والتوزيع (2023)                   |             |                      | [ 9 ]  | وهي الجزء الثاني لرواية جنّة على الأرض   |

## المهرجانات
- مشاركة في مهرجان طيران الإمارات الدولي في دبي عام 2019 عن رواية ليلى والحمل و عام 2022 عن رواية إبرة وكشتبان.[10]